# Wanda híd
A Wanda híd Krakkó egyik legújabb Visztula felett hídja. A 2001-2002-ben épült híd Nowa Hutát köti össze Podgórze-val.
A híd ünnepélyes alapkőletétele 2001. szeptember 1-jén történt, az építési munkálatok csak 2002. márciusában indultak meg. A munkát júniusban fel kellett függeszteni a Visztula áradása miatt, az csak júliusban folytatódhatott. A hidat 2002. október 26-án adták át a forgalom számára.
A nyolcnyílású híd összhossza 352,7 méter, szélessége 15,2 m. A hídon átvezető 2*1 sávos út mellett a híd mindkét oldalán gyalogjárda, és kerékpárút épült. A hídhoz mintegy 1200 tonna acélt, és 4000 m³ betont használtak fel. Az építés költségei mindössze 16 millió złotyira rúgtak, szemben az ugyanebben az időszakban épült Kotlarski híd 137 milliós költségével.
A híd a nevét egy krakkói hercegnőről, Wandáról, Krak lányáról kapta, aki a legenda szerint egy német herceggel való házasság helyett inkább a vízbe vetette magát a híd építési helyének közelében.

## Lásd még
- Krakkó hídjai